# Назарово-Сосновицкое
Назарово-Сосновицкое — деревня в Лихославльском районе Тверской области.

## География
Находится в центральной части Тверской области на расстоянии приблизительно 10 км на север-северо-восток по прямой от районного центра города Лихославль.

## История
Деревня была отмечена как Назарова ещё на карте Менде, состояние местности на которой соответствует 1848 году. В 1859 году здесь было учтено 13 дворов. В советское время работал колхозы «Просвет» и им. Ленина, в 1972 году проживало 16 семей. До 2021 деревня входила в Сосновицкое сельское поселение Лихославльского района до его упразднения. В 2025 году была переименована в Назарово-Сосновицкое в соответствии с постановлением Правительства России

## Население
Численность населения: 90 человек (1859 год), 7 (русские 57 %, карелы 29 %) в 2002 году, 1 в 2010.